# محمد رامز ترجمان
محمد رامز ترجمان (19 أبريل 1966) نائب رئيس مجلس المفوضين للهيئة الناظمة للاتصالات والبريد في وزارة الاتصالات والبريد في الجمهورية العربية السورية. وعضو عامل في حزب البعث العربي الاشتراكي، الجمهورية العربية السورية.
حاصل على بكالوريوس الهندسة الإلكترونية، 1990، من جامعة دمشق.

## السيرة الذاتية
تولى منصب وزير الإعلام السوري بين 2016 و 2017، شغل العديد من المناصب في القطاعين العام والخاص في مجالات إعلامية وهندسية منها؛
- مندوب وعضو في اللجنة العشرية التشاركية بين الإعلام والاتصالات في «جامعة الدول العربية».
- عضو في المجموعة الهندسية التابعة لـ «اتحاد إذاعات الدول العربية».
- رئيس دائرة التسجيل المرئي في «التلفزيون العربي السوري»، كما تولى العديد من المهام في «الهيئة العامة للإذاعة والتلفزيون» بين 1990 و2016 ومنها؛
- مدير عام الهيئة بين 2011 و2016
- مديراً للمراكز الإذاعية والتلفزيونية، ورئيساً لقسم التسجيل والمونتاج، ورئيس قسم تشغيل الأخبار،  والمشرف الفني على موقع الهيئة على شبكة الإنترنت.[2]

ساهم بتركيب وتشغيل العديد من الاستديوهات ومنها استوديو «إم بي سي» في الجمهورية اللبنانية، إضافة استوديوهات في سورية، كما شارك في تركيب وتشغيل معدات محطة «سبيس تون» الفضائية في المملكة الأردنية.
واتبع دورات عدة داخل وخارج سورية منها، إدارة وتقييس في ألمانيا، وإدارة وتشغيل منظومات تحرير الأخبار في الولايات المتحدة الأميركية، والأرشفة الإذاعية والتلفزيونية في فرنسا، ودورات في التصوير والمونتاج التلفزيوني في فرنسا والمملكة المتحدة ودبي.